# Nordamerikanische und karibische Handballmeisterschaft der Frauen 2023
Die 5. Nordamerikanische und karibische Handballmeisterschaft der Frauen wurde vom 5. bis 11. Juni 2023 in Nuuk (Grönland) ausgetragen. Veranstalter der fünften Austragung der nordamerikanischen und karibischen Handballmeisterschaft der Frauen war die Handballkonföderation Nordamerikas und der Karibik (NACHC). Organisiert wurde der Wettbewerb vom Handballverband Grönlands. Erstmals gewann die grönländische Mannschaft dieses Turnier.

## Austragungsort
Das Turnier wurde in der Inussivik-Halle in Nuuk ausgetragen.

## Veranstalter
Das Turnier wurde vom grönländischen Verband Timersoqatigiiffiit Assammik Arsartartut Kattuffiat abgehalten. Die Veranstalter rechneten vorab mit Kosten in Höhe von 5,8 Millionen Kronen.

## Teilnehmer
Am Turnier sollten zunächst sechs bis acht Mannschaften teilnehmen. Letztlich meldeten fünf Verbände ihre Teilnahme: Grönland, Kanada, Kuba, Mexiko und Vereinigte Staaten von Amerika.
Die Siegermannschaft war für die Weltmeisterschaft 2023 qualifiziert.

## Turnierverlauf

### Gruppenphase
| Pl. | Land               | Sp. | S | U | N | Tore      | Diff. | Punkte |
| --- | ------------------ | --- | - | - | - | --------- | ----- | ------ |
| 1.  | Grönland           | 4   | 4 | 0 | 0 | 0106:720  | +34   | 8      |
| 2.  | Kanada             | 4   | 3 | 0 | 1 | 0104:900  | +14   | 6      |
| 3.  | Mexiko             | 4   | 2 | 0 | 2 | 0109:1040 | +5    | 4      |
| 4.  | Kuba               | 4   | 1 | 0 | 3 | 0105:960  | +9    | 2      |
| 5.  | Vereinigte Staaten | 4   | 0 | 0 | 4 | 057:1190  | −62   | 0      |

| Datum, Uhrzeit           |          | Ergebnis Spielbericht      |          |
| ------------------------ | -------- | -------------------------- | -------- |
| 5. Juni 2023, 17:00 Uhr  | Kuba     | 26:32 (12:10) Spielbericht | Mexiko   |
| 5. Juni 2023, 20:00 Uhr  | Grönland | 30:19 (14:8) Spielbericht  | Kanada   |
| 6. Juni 2023, 17:30 Uhr  | Kanada   | 26:11 (14:6) Spielbericht  | USA      |
| 6. Juni 2023, 20:00 Uhr  | Kuba     | 19:25 (13:12) Spielbericht | Grönland |
| 7. Juni 2023, 17:30 Uhr  | Mexiko   | 25:32 (14:19) Spielbericht | Kanada   |
| 7. Juni 2023, 18:00 Uhr  | Grönland | 27:12 (16:5) Spielbericht  | USA      |
| 9. Juni 2023, 17:30 Uhr  | USA      | 22:30 (8:15) Spielbericht  | Mexiko   |
| 9. Juni 2023, 20:00 Uhr  | Kanada   | 27:24 (12:12) Spielbericht | Kuba     |
| 10. Juni 2023, 17:30 Uhr | USA      | 12:36 (6:15) Spielbericht  | Kuba     |
| 10. Juni 2023, 20:00 Uhr | Mexiko   | 22:24 (8:14) Spielbericht  | Grönland |

### Platzierungsspiele
| Datum, Uhrzeit           |        | Ergebnis Spielbericht      |      |
| ------------------------ | ------ | -------------------------- | ---- |
| 11. Juni 2023, 13:00 Uhr | Mexiko | 29:27 (12:11) Spielbericht | Kuba |

| Datum, Uhrzeit           |          | Ergebnis Spielbericht    |        |
| ------------------------ | -------- | ------------------------ | ------ |
| 11. Juni 2023, 16:00 Uhr | Grönland | 17:15 (9:6) Spielbericht | Kanada |

## Platzierung
| Platz | Nation             |
| ----- | ------------------ |
| 1     | Grönland           |
| 2     | Kanada             |
| 3     | Mexiko             |
| 4     | Kuba               |
| 5     | Vereinigte Staaten |

Die Siegermannschaft Grönland ist für die Weltmeisterschaft 2023 qualifiziert.